# Terry Meeuwsen
Terry Anne Meeuwsen Friedrich, née le 2 mars 1949 à De Pere dans le Wisconsin aux États-Unis, est une personnalité de la télévision américaine, co-animatrice du talk-show Le Club 700, sur la chaîne Christian Broadcasting Network (CBN). Elle
est couronnée Miss Appleton en 1972, puis Miss Wisconsin (en) 1972 et enfin Miss America 1973.

## Source de la traduction
- (en) Cet article est partiellement ou en totalité issu de l’article de Wikipédia en anglais intitulé « Terry Meeuwsen » (voir la liste des auteurs).